# Popești (Iași)
Popești è un comune della Romania di 4 222 abitanti, ubicato nel distretto di Iași, nella regione storica della Moldavia.
Il comune è formato dall'unione di 6 villaggi: Doroșcani, Hărpășești, Obrijeni, Pădureni, Popești, Vama.